# Catoblemma porphyris
Catoblemma porphyris är en fjärilsart som beskrevs av Turner 1920. Catoblemma porphyris ingår i släktet Catoblemma och familjen nattflyn. Inga underarter finns listade i Catalogue of Life.